# Yxlan
Yxlan est une île de l'archipel de Stockholm  en Suède,,.

## Présentation
Yxlan est une île de l'archipel de Stockholm, située entre Furusund et Blidö.
Yxlan fait partie de la paroisse de Blidö dans la commune de Norrtälje.
Yxlan est principalement couverte de forêt et elle est de forme très allongée. 
L'île mesure environ 15 kilomètres de long, en moyenne un kilomètre de large 2 kilomètres à son point le plus large.
La nature alterne forêt de feuillus et de conifères avec des plages escarpées du côté ouest, 
Yxlan est un peu plus aride que l'île voisine plus fertile Blidö.
Il y a une école dans la partie nord de l'île, près de Köpmanholm.

## Localités de Yxlan
- Yxlö
- Vagnsunda
- Köpmanholm
- Kolsvik
- Hamnviken

## Accès
Le traversier relie  Furusund er Yxlan.
Il circule toutes les demi-heures jusqu'à 21 heures.
Le port de Yxlan dispose d'un total de 60 places, de toilettes, de douches et d'un sauna.

## Galerie

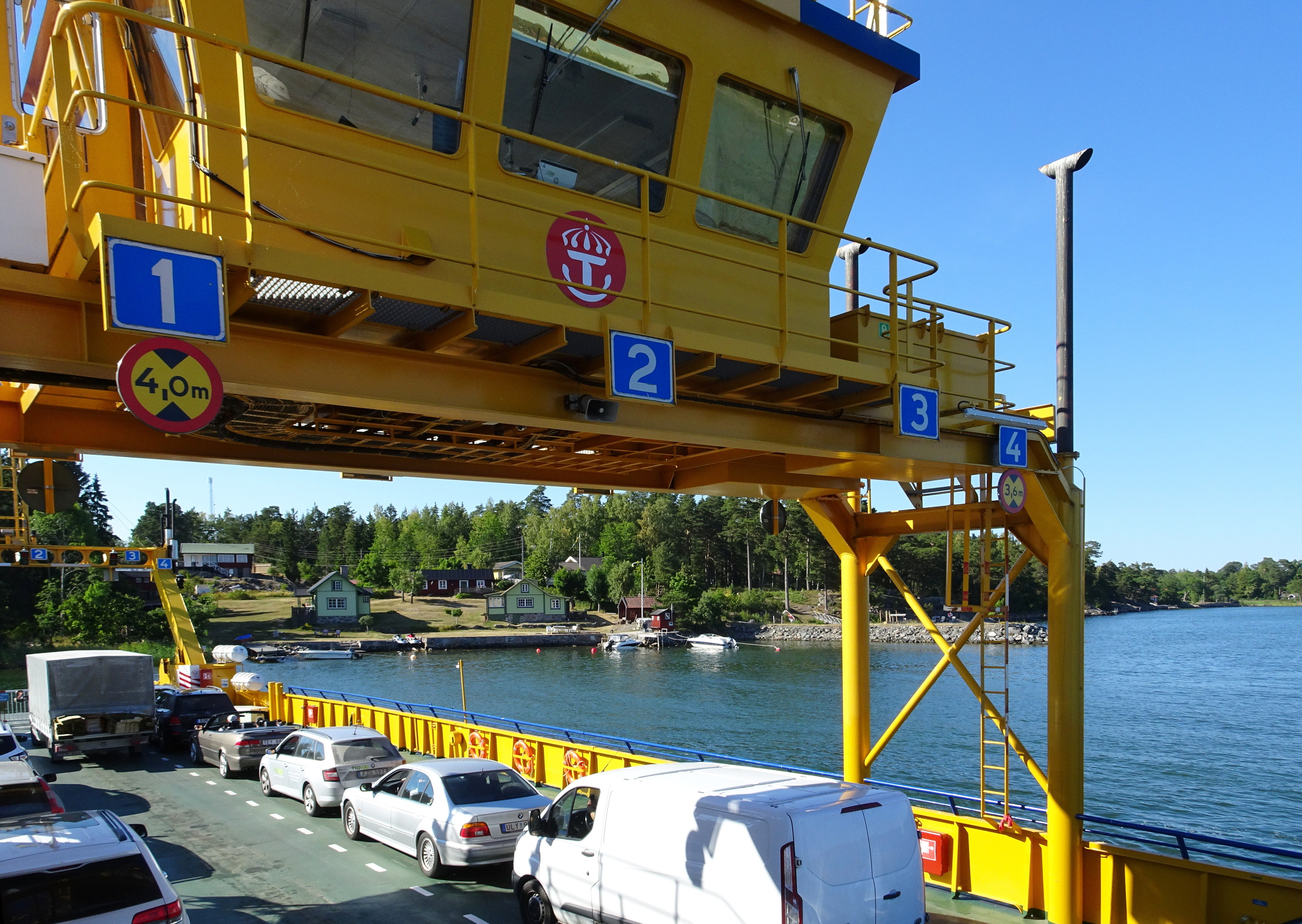
Le M/S Aurora se dirige vers Yxlan.
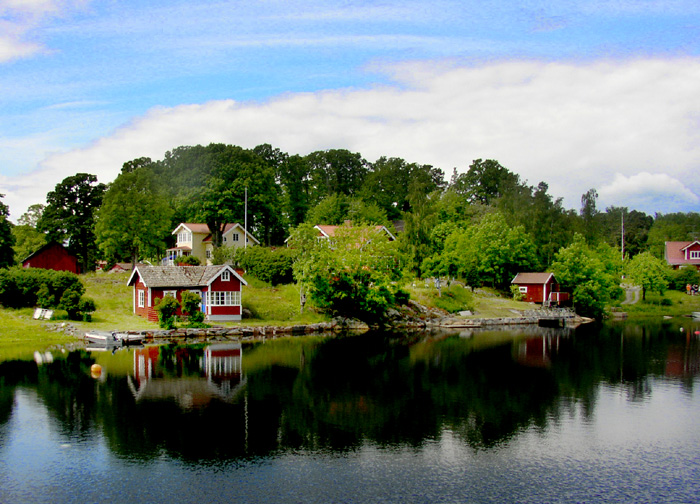
Vagnsunda et Östervike.
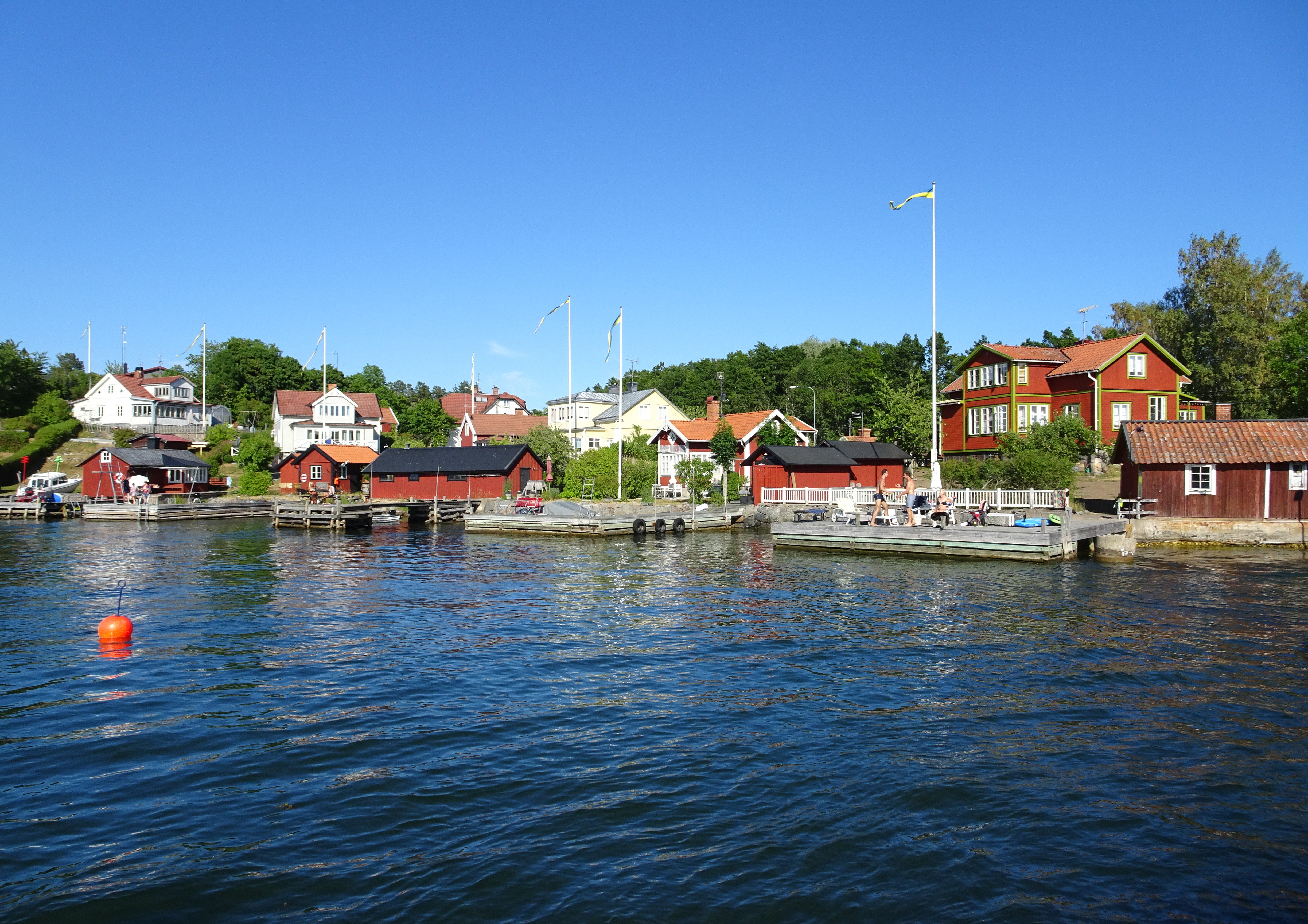
Köpmanholm.

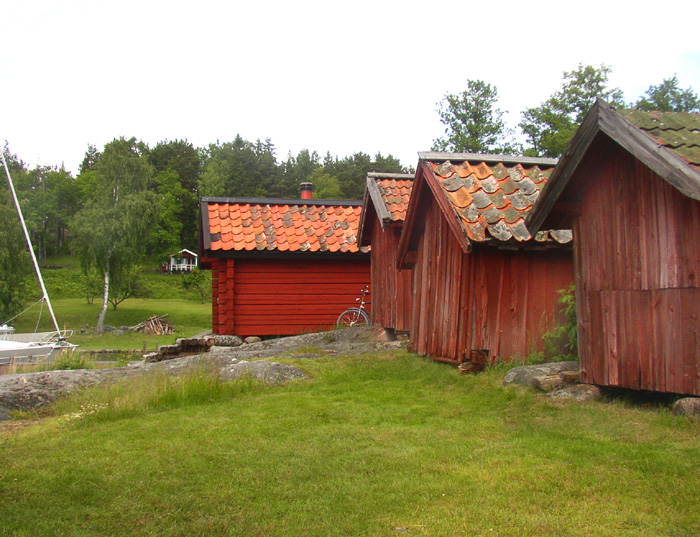
Hangars à bateaux à Yxlan.
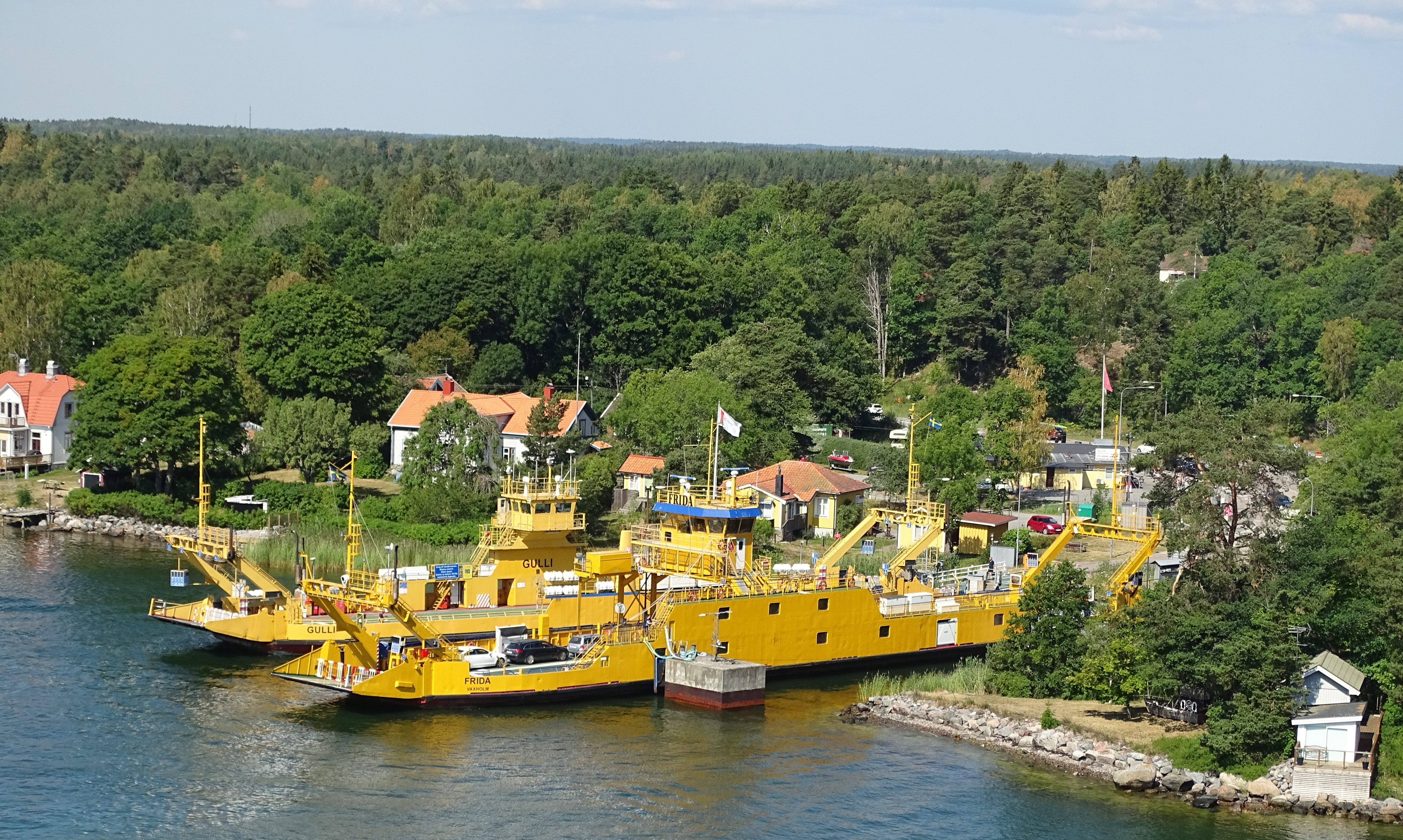
Traversier Yxlan-Furusund.
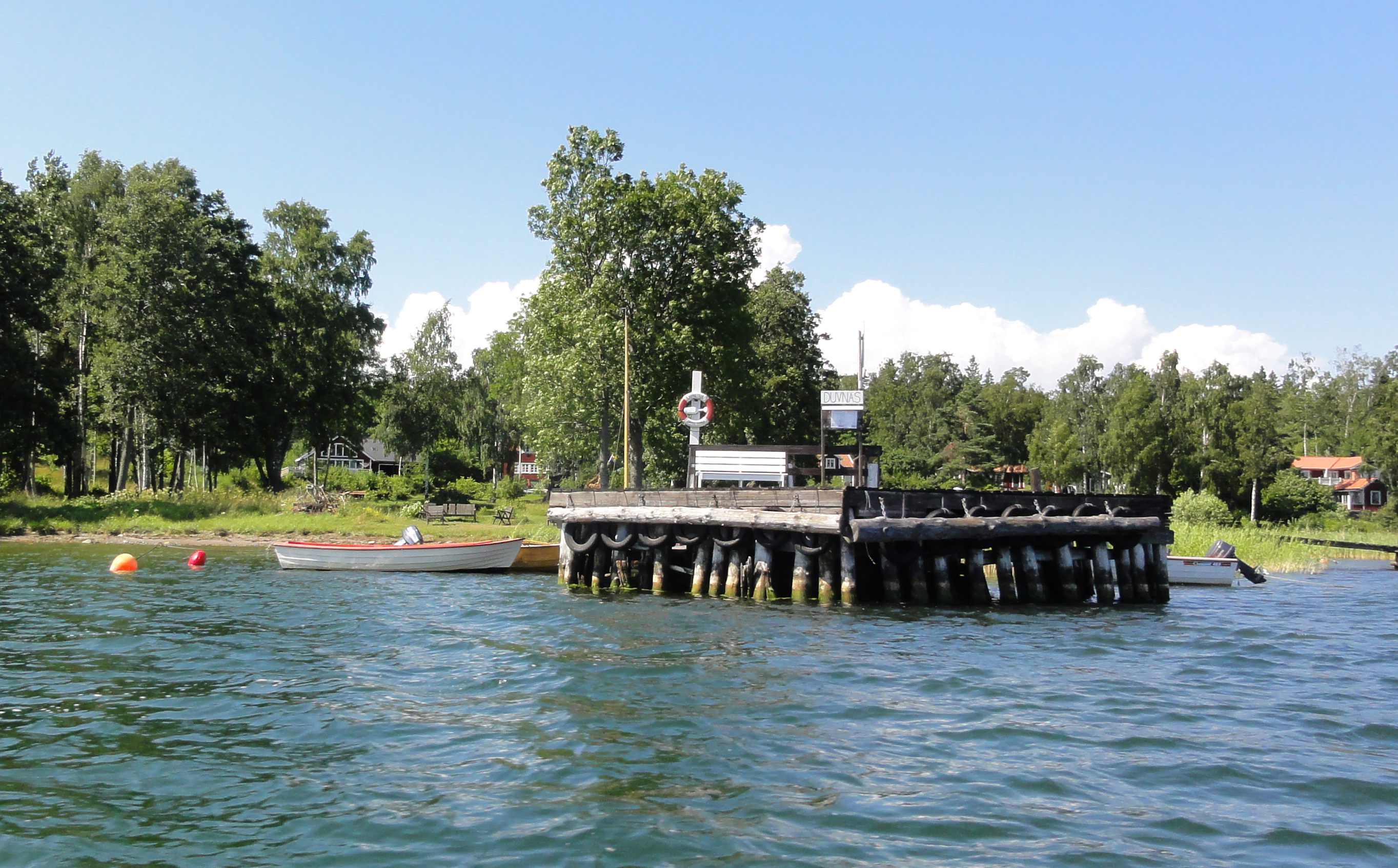
Embarcadère de Duvnäs, sur la côte de Blidösund d'Yxlan.